# Hemerobius ovalis
Hemerobius ovalis är en insektsart som beskrevs av Carpenter 1940. Hemerobius ovalis ingår i släktet Hemerobius och familjen florsländor. Inga underarter finns listade i Catalogue of Life.